# Ministry of War Transport
Das Ministry of War Transport (MoWT) war eine britische Schifffahrts- und Transportbehörde. Es wurde im Mai 1941 gegründet und 1946 vom Ministry of Transport abgelöst. Die Behörde war während des Zweiten Weltkriegs für militärische Transportaufgaben aller Art zuständig.

## Geschichte
Nach dem Ende des Ersten Weltkriegs wurde das Ministry of Shipping aufgelöst und dessen Aufgaben wurden dem Transport Department innerhalb des Mercantile Marine Department des Board of Trade übertragen. Das ehemals nur als Teil der Britischen Admiralität geführte Transport Department erhielt dabei eine Doppelfunktion als Abteilung der Admiralität und des Board of Trade. 1939 ordnete man die Sea Transport Division genannte Organisation, zusammen mit der Mercantile Marine Department dem Ministry of Shipping unter, bevor es 1941/42 mit landgebundenen Transportabteilungen zum Ministry of War Transport zusammengefasst wurde.
Das MoWT führte die Truppentransporte der drei britischen Teilstreitkräfte Army, Navy und Air Force, durch. Ein Schwerpunkt der Arbeit lag auf der Beschaffung, dem Betrieb und der Koordinierung von Handelsschiffen, mit denen Transporte durchgeführt wurden. Das Aufgabenspektrum umfasste auch Transporte für Truppen der Sowjetunion und Maltas, den Betrieb von verschiedensten Hilfsschiffen der Royal Navy bis hin zu bewaffneten Handelsschiffen oder die Bereitstellung und den Einsatz von Hospitalschiffen. Darüber hinaus oblag dem MoWT auch die Bereitstellung von Arbeitskräften, insbesondere der zivilen Bemannung der Schiffe.
Im April 1946 wurde die Behörde in Ministry of Transport umbenannt.